# Station München Ost
München Ost (Duits voor München Oost, ook bekend als Ostbahnhof) is een treinstation in München. Het is in 1871 gebouwd, onder de naam Haidhausen station, als deel van de spoorlijn naar Neuötting/Mühldorf en Rosenheim. Het station was het derde interregionale station in of nabij München, na Pasing in het westen van München en München Hauptbahnhof in het centrum van de stad.

## Geschiedenis
- 1 mei 1871: Opening van het station als deel van de lijn naar Neuötting
- 15 oktober 1871: Opening van de lijn naar Rosenheim
- 15 oktober 1876: Het station wordt hernoemd, München Ost
- 1927: Elektrificatie
- April 1944: Station beschadigd bij luchtaanvallen
- 1972: Het station wordt een onderdeel van de S-Bahn van München
- 1988: Het station wordt een onderdeel van de metro van München
- 1999: Restauratie van het stationsgebouw

## Operationeel gebruik
Het station heeft 17 sporen. Spoor 1-5 worden voor de S-Bahn gebruikt, spoor 6-8 en 11-14 worden gebruikt door regionaal en interregionaal verkeer.
Spoor 9, 10 en 15 worden gebruikt als doorlopende sporen.
Spoor 16 en 17 worden gebruikt door autotreinen.
Het station wordt grotendeels gebruikt voor InterCity/EuroCity diensten naar Innsbruck, Salzburg en Wenen in Oostenrijk, Italië en Zuidoost-Europa. Enkele Intercity-Expressdiensten naar Wenen en Innsbruck stoppen hier. Verder rijden er regionale diensten naar onder andere Chiemgau en Oost-Beieren.

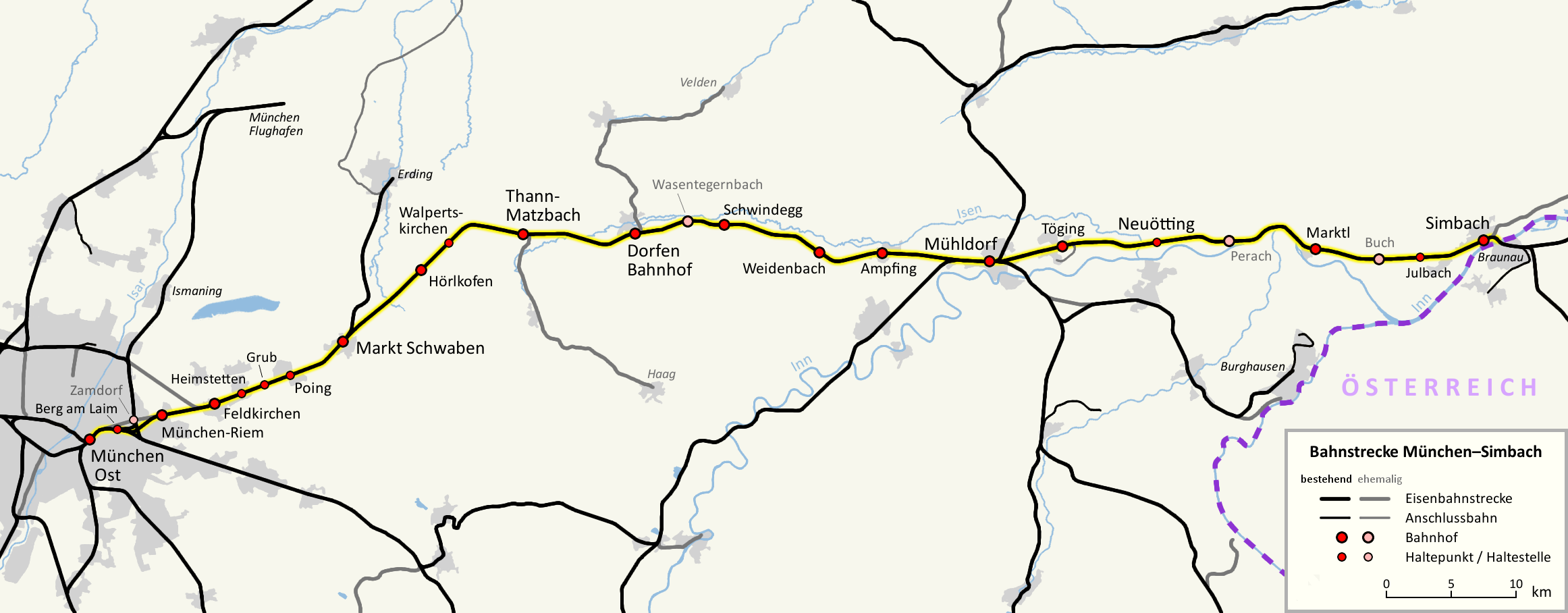
Trajectkaart spoorlijn München Ost- Simbach
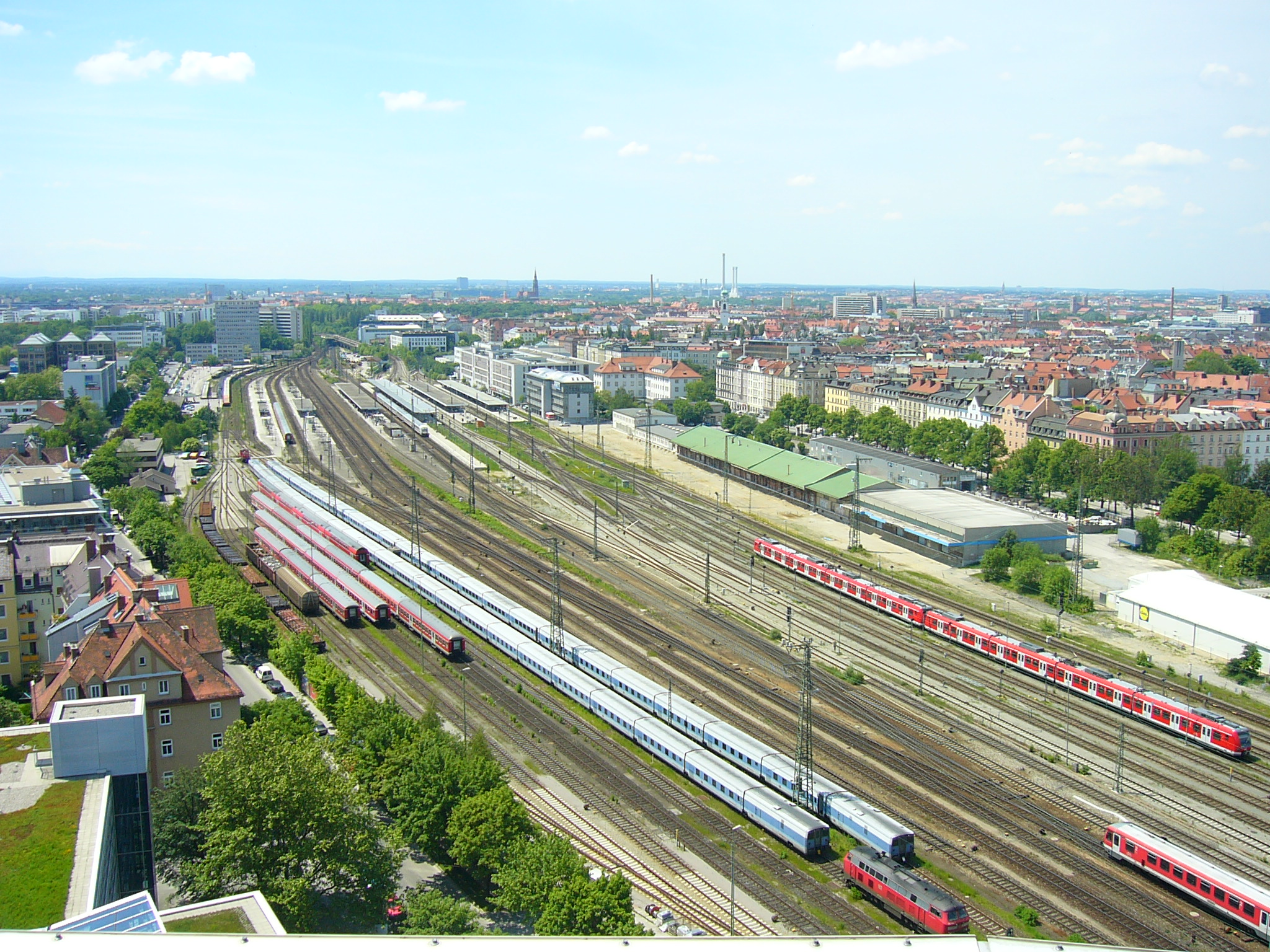
Bovenaanzicht van het station

- Gemeinsame Normdatei: 4670374-3